# District de Cosne
Le district de Cosne est une ancienne division territoriale française du département de la Nièvre de 1790 à 1795.
Il était composé des cantons de Cosne, Donzy, Neuvy et Saint Amand.